# Бібліотека «Деміївська»
Бібліотека «Деміївська» — бібліотека Голосіївського району міста Києва.

## Опис
Площа приміщення бібліотеки — 284 м², книжковий фонд — 29,4 тис. примірників. Щорічно обслуговує 4,2 тис. користувачів, кількість відвідувань за рік — 25,0 тис., книговидач — 90,0 тис. примірників.

## Історія
Історія бібліотеки пов'язана з історичною місцевістю Києва, колишньою робітничою околицею — Деміївкою, з якої і почався Голосіївський район Києва.
Земська бібліотека відкрилася на Деміївці 27 січня (9 лютого) 1909 року й містилася у будинку земського училища. Можна стверджувати, що саме тоді на Деміївці з'явилася перша бібліотека не відомчого, а територіального підпорядкування, започаткувавши справу, що її нині продовжує діюча «Деміївська» бібліотека. В бібліотеці зберігаються декілька книжок «Деміївської» бібліотеки зі штампами 1920-х років.
У 1936 році бібліотеці присвоєно ім'я С. М. Кірова.
Відомо, що під час війни книжковий фонд було замуровано в одному із склепів сусіднього цвинтаря, а відразу після визволення Києва бібліотека відновила свою роботу.
У 1980 році бібліотека отримала нове приміщення, а в 1994 році їй повернено історичну назву — «Деміївська».
Щорічно фондами бібліотеки користуються 4,2 тис. мешканців району та міста в цілому, з них  30 % — студенти та старшокласники.